# Тузлы (Татарбунарский район)
Тузлы (укр. Тузли; рум. Tuzla) — курортный посёлок в Белгород-Днестровском районе Одесской области Украины. 
Расположен на западном берегу лимана Бурнас, который входит в состав Национального природного парка «Тузловские лиманы».

## Исторические данные
Курортный посёлок был основан в 1787 году. 28 января 1799 года здесь состоялось освящение первого молитвенного дома. В 1843—1845 гг. молитвенный дом был расширен и перестроен. В 1873 году состоялось освящение нового Свято-Архангело-Михайловского храма. 6 октября 1880 года состоялось открытие училища Министерства народного просвещения преобразованного из приходского.
До января 1959 года Тузлы являлись административным центром Тузловского района Одесской области.

## Известные личности
Кудрявченко, Павел Александрович — оперный певец Большого театра.